# Maniwa (Okayama)
Maniwa (真庭市 Maniwa-shi?) es una ciudad localizada en la prefectura de Okayama, Japón. En junio de 2019 tenía una población estimada de 43.430 habitantes y una densidad de población de 52,4 personas por km². Su área total es de 828,53 km².

## Geografía

### Localidades circundantes
- Prefectura de Okayama
  - Kagamino
  - Kibichūō
  - Misaki
  - Niimi
  - Shinjō
  - Takahashi
  - Tsuyama
- Prefectura de Tottori
  - Kōfu
  - Kurayoshi
  - Misasa

## Demografía
Según los datos del censo japonés, esta es la población de Maniwa en los últimos años.
| Año del censo | Población |
| ------------- | --------- |
| 1995          | 56.607    |
| 2000          | 54.747    |
| 2005          | 51.782    |
| 2010          | 48.964    |
| 2015          | 46.124    |